# Steven Brill
Steven Brill (Utica, 27 maggio 1962) è un regista, sceneggiatore e attore statunitense.

## Filmografia

### Regista
- Pesi massimi (Heavy Weights) (1995) - anche sceneggiatura
- Little Nicky - Un diavolo a Manhattan (Little Nicky) (2000) - anche sceneggiatura
- Mr. Deeds (2002)
- Without a Paddle - Un tranquillo week-end di vacanza (Without a Paddle) (2004)
- Drillbit Taylor - Bodyguard in saldo (Drillbit Taylor) (2008)
- Comic Movie (Movie 43) (2013) - segmento iBabe
- Una notte in giallo (Walk of Shame) (2014) - anche sceneggiatura
- The Do-Over (2016)
- Sandy Wexler (2017)
- Hubie Halloween (2020)

### Sceneggiatura

#### Cinema
- Stoffa da campioni (The Mighty Ducks), regia di Stephen Herek (1992)
- Piccoli grandi eroi (D2-The Mighty Ducks), regia di Sam Weisman (1994)
- Ducks - Una squadra a tutto ghiaccio (D3: The Mighty Ducks), regia di Robert Lieberman (1996)
- Pronti alla rissa (Ready to Rumble), regia di Brian Robbins (2000)

#### Televisione
- Stoffa da campioni - Cambio di gioco (The Mighty Ducks: Game Changers) - serie TV, 1 episodio (2021)

### Attore
- Sesso, bugie e videotape (Sex, Lies, and Videotape), regia di Steven Soderbergh (1989)
- Going Overboard, regia di Valerie Breiman (1989)
- Rischio assoluto (Genuine Risk), regia di Kurt Voß (1990)
- Un angelo da quattro soldi (Almost an Angel), regia di John Cornell (1990)
- Amarsi (When a Man Loves a Woman), regia di Luis Mandoki (1994)
- Prima o poi me lo sposo (The Wedding Singer), regia di Frank Coraci (1998)
- Mr. Deeds, regia di Steven Brill (2002)
- Una notte in giallo (Walk of Shame), regia di Steven Brill (2014)

### Ideatore
- Stoffa da campioni - Cambio di gioco (The Mighty Ducks: Game Changers) - serie TV (2021)

### Produttore esecutivo
- Stoffa da Campioni - Cambio di gioco (The Mighty Ducks: Game Changers) - serie TV (2021)